# Harmon Rabb
Pour les articles homonymes, voir Rabb.
Harmon Rabb Jr est le personnage principal de la série JAG, une série télévisée américaine produite par Donald Bellisario entre 1995 et 2005. Son personnage est interprété par l'acteur canadien David James Elliott.

## Fiche signalétique
- Nom : Harmon Rabb Jr
- Diminutif : Harm
- Né le : 25 octobre 1963 à la Jolla (Californie)
- Situation de famille : Célibataire durant les 10 saisons de la série JAG, mais se fiance avec Sarah "Mac" Mackenzie dans le dernier épisode de la saison 10
- Père : Harmon Rabb (disparu au Viêtnam en 1969 et mort dans les années 1980 en URSS. Son corps est enterré quelque part dans la taïga)
- Mère : Trish (Patricia Reed Rabb Burnett) remariée à Franck Burnett
- Famille : un demi-frère Serguei Zhukov.
- Enfants : aucun, mais sera le tuteur de Mathilda Grace Johnson "Mattie"
- Passé : il fut pilote de l'aéronavale sur F-14 Tomcat avant de devenir avocat. Il fut dans la série également agent de la CIA pendant la saison 9.
- Collègues au JAG : Kate Pike, Meg Austin, Sarah « Mac » Mackenzie, Bud Roberts, Carolyn Imes, Harriet Sims, Loren Singer, Sturgis Turner, Tracy Manetti...
- Collègues à la CIA (pendant la saison 9): Patricia O'Neill, Allen Blainsdale
- Petites amies : Gym, Maria Helena Carmelita Moreno de Guttierez, Kate Pike, Jordan Parker, Renée Peterson, Alicia Montes et Sarah « Mac » Mackenzie.

## Grades et récompenses

### Grades
| Grade V.F.         | Lieutenant de vaisseau   | Capitaine de corvette                    | Capitaine de frégate            | Capitaine de vaisseau                                              |
| Grade V.O.         | Lieutenant               | Lieutenant commander                     | Commander                       | Captain                                                            |
| Promotion          | dès le début de la série | saison 1 – épisode 13 "Légitime défense" | saison 5 – épisode 9 "À la une" | saison 10 – épisode 22 "Bons vents et bonne mer" (dernier épisode) |
| Insignes et galons |                          |                                          |                                 |                                                                    |

Capitaine de vaisseau (NCIS Los Angeles) 
Pressenti pour être un futur Amiral

### Récompenses
Récapitulation des décorations militaires de Harm à la fin de la série.
- Silver Star
- Distinguished Flying Cross ; 2 fois récompensé ()
- Combat Action Ribbon (en)
- Meritorious Unit Commendation (en)
- National Defense Service Medal (en) ; 2 fois récompensé ()
- Southwest Asia Service Medal (en) ; 2 fois récompensé ()
- Kosovo Campaign Medal (en) ; 2 fois récompensé ()
- Global War on Terrorism Expeditionary Medal
- Global War on Terrorism Service Medal (en)
- Kuwait Liberation Medal (en)
- War Medal of Military Virtue (en)